# イヴァン・シャポニッチ
イヴァン・シャポニッチ（ セルビア語キリル: Иван Шапоњић、1997年8月2日 - ）は、セルビア・ノヴァ・ヴァロシュ出身のプロサッカー選手。ŠKスロヴァン・ブラチスラヴァ所属。ポジションはFW。

## 経歴

### クラブ
FKスロボダ・ウジツェの下部組織を経て、パルチザン・ベオグラードの下部組織に入団。プロ契約前の2013年11月にトップチームデビューを飾った。2014年5月、クラブと最初のプロ契約を結んだ。契約期間は3年。 2015年4月8日、セルビア・カップのFKヤゴディナ戦でプロ初ゴールを挙げた。
2016年1月12日、SLベンフィカに移籍し5年半契約を結んだ。2017年7月、ベルギーのSVズルテ・ワレヘムにレンタル移籍。
2019年7月11日、アトレティコ・マドリードに移籍し3年契約を結んだ。しかし、出場機会を得られず、2021年1月22日にカディスCFにローン移籍となった。
2022年1月23日、フォルトゥナ・リーガのŠKスロヴァン・ブラチスラヴァに移籍し、2年半契約を結んだ。

### 代表
UEFA U-17欧州選手権2014予選およびUEFA U-19欧州選手権2015予選ではチームメイトのルカ・ヨヴィッチと共に攻撃を牽引したが、いずれも予選敗退に終わった。
2015 FIFA U-20ワールドカップではラウンド16のハンガリー戦と準決勝のマリ戦でゴールを挙げ、チームの優勝に大きく貢献した。
2014年7月に開催された「国際ユースサッカーin新潟」にU-17サッカーセルビア代表の一員として来日している。21日の決勝に先発出場するも、チームはU-17新潟選抜代表に1-0で敗北した。

## タイトル
パルチザン
- セルビア・スーペルリーガ: 2014–15

セルビア代表
- FIFA U-20ワールドカップ: 2015